# Mount Carson
Mount Carson ist ein Berg im ostantarktischen Viktorialand. In den Southern Cross Mountains ragt er 3 km westlich der Chisholm Hills auf.
Der United States Geological Survey kartierte ihn anhand eigener Vermessungen und Luftaufnahmen der United States Navy aus den Jahren von 1960 bis 1964. Das Advisory Committee on Antarctic Names benannte ihn 1969 nach Gene A. Carson (1933–1989), Elektriker auf der McMurdo-Station in den Jahren 1963 und 1967.